# Празеодимдигаллий
Празеодимдигаллий — бинарное неорганическое соединение, интерметаллид
празеодима и галлия
с формулой Ga2Pr,
кристаллы.

## Получение
- Сплавление стехиометрических количеств чистых веществ:

{\displaystyle {\mathsf {Pr+2Ga\ {\xrightarrow {1470^{o}C}}\ Ga_{2}Pr}}}

## Физические свойства
Празеодимдигаллий образует кристаллы
гексагональной сингонии,
пространственная группа P 6/mmm,
параметры ячейки a = 0,4283÷0,4318 нм, c = 0,4290÷0,4302 нм, Z = 1,
структура типа диборида алюминия AlB2
.
Соединение конгруэнтно плавится при температуре 1470 °C
и имеет широкую область гомогенности 21÷33,3 ат.% празеодима.